# Célestin Chouvellon
Célestin Félix Joseph Chouvellon, né le 19 décembre 1849 à Usson-en-Forez et mort le 11 mai 1924 à Chongqing, est un prêtre catholique français, missionnaire en Chine, qui fut vicaire apostolique du Setchouan oriental, aujourd'hui archidiocèse de Chongqing.

## Biographie
Après son ordination aux Missions étrangères de Paris, Célestin Chouvellon arrive à Tchongking (aujourd'hui Chongqing) début 1874. Il est nommé au poste de Kiangtsin puis de Suitin, où il donne la mesure de son zèle. Il est choisi par ses confrères missionnaires pour succéder à Mgr Coupat, ce que le pape Léon XIII confirme avec le titre d'évêque titulaire de Dausara (de). Il demeure à ce poste pendant trente-trois ans (1891-1924) et visite entièrement sa mission à six reprises.
Il fait bâtir à Tchongking l'hôpital des Sœurs franciscaines missionnaires de Marie, le collège Saint-Paul tenu par les Frères maristes et une imprimerie, l'imprimerie de la Sainte-Famille. Il fonde le journal La Vérité (zh). Il fait venir les Carmélites pour soutenir les missionnaires de leurs prières, et les Petites Sœurs des pauvres pour ouvrir un asile de vieillards. Il construit le grand séminaire de Tseu Mou-Chan. Soixante-quinze prêtres chinois y sont ordonnés. Mgr Chouvellon avait une dévotion particulière pour le Chemin de Croix qu'il méditait chaque jour. En 1910, la mission comprend 51 missionnaires, 46 prêtres chinois, trois séminaires avec 130 séminaristes, 341 écoles (pour un total de 5 365 élèves), 175 chapelles ou églises, trois orphelinats avec 327 enfants, le tout pour 40 587 catholiques. Il sacre évêque en 1910 Mgr de Guébriant (futur supérieur général des Missions étrangères de Paris), nommé vicaire apostolique du Kientchang.
Sa dernière tournée pastorale l'épuise et il est dépouillé par des brigands, réussissant juste à sauvegarder son anneau pastoral. Il reçoit l'extrême-onction le 29 avril 1924 entouré de ses confrères de la ville et d'une trentaine de prêtres chinois réunis pour leur retraite spirituelle. C'est au lit qu'il reçoit, au nom du gouvernement Poincaré, la croix de la Légion d'honneur en 1923, en hommage à plus de cinquante ans d'apostolat.
À ses obsèques, le 14 mai 1924, assistent les missionnaires de la ville et des environs, une cinquantaine de prêtres chinois, tous les élèves du grand séminaire, toute la chrétienté de la ville et une nombreuse assistance.